# Каптоприл
Каптопри́л — синтетичний антигіпертензивний препарат, що належить до групи інгібіторів АПФ, для перорального застосування.

## Фармакологічні властивості
Каптоприл — синтетичний лікарський препарат, що належить до групи інгібіторів АПФ. Каптоприл є першим представником групи інгібіторів АПФ, він був уперше синтезований у 1975 році. Патент на каптоприл був виданий у США у вересні 1977 року дослідникам із компанії Брістоль-Маєрс Сквібб Мігелю Ондетті, Бернарду Рубіну та Девіду Кашмену. Механізм дії препарату полягає у пригнічення ренін-ангіотензин-альдостеронової системи плазми крові, яка приводить до зменшення впливу ангіотензину II на судини та до зменшення секреції альдостерону, що призводить до збільшення концентрації калію у сироватці крові та збільшення втрати рідини та натрію. Після прийому каптоприлу у результаті інгібування ангіотензинперетворюючого ферменту підвищується активність калікреїн-кінінової системи, що призводить до вазоділатації та підвищення активності простагландинової системи. Каптоприл знижує загальний периферійний опір судин, систолічний та діастолічний артеріальний тиск, перед- та постнавантаження на міокард. При лікуванні каптоприлом також спостерігається зменшення гіпертрофії лівого шлуночка. У каптоприла виражені також кардіопротективні властивості, що пов'язано із високою ліпофільністю препарату, та спостерігається антиоксидантний ефект. У високих дозах (500 мг/добу) каптоприл виявляє ангіопротективні властивості, збільшує діаметр великих периферичних артерій та сповільнює прогресування ниркової недостатності при діабетичній нефропатії.Каптоприл може зменшувати протеїнурію у хворих з артеріальною гіпертензією і діабетичною нефропатією. Каптоприл малоефективний у хворих гіпертонією негроїдної раси, тому що у них гіпертонічна хвороба перебігає переважно за наявності низької концентрації реніну в крові.

### Фармакодинаміка
Каптоприл швидко і добре всмоктується у шлунково-кишковому тракті при пероральному прийомі, максимальна концентрація в крові досягається протягом 60—90 хвилин. При прийомі препарату під язик антигіпертензивна дія починається ще швидше, через 5—15 хвилин, що дає можливість застосовувати каптоприл для купування гіпертонічних кризів. Біодоступність препарату складає близько 75%. Каптоприл погано зв'язується з білками плазми крові. Препарат добре розподіляється у більшості тканин та рідин організму. Каптоприл незначно проходить через гематоенцефалічний бар'єр. Препарат проходить через плацентарний бар'єр та виділяється в грудне молоко. Метаболізується каптоприл в печінці з утворенням неактивних метаболітів. Виводиться препарат із організму нирками, частково у незміненому вигляді, частково у вигляді метаболітів. Період напіввиведення каптоприлу становить 2—3 години, при порушеннях функції нирок цей час може збільшуватися до 3,5—32 годин.

## Показання до застосування
Каптоприл застосовують при гіпертонічній хворобі, серцевій недостатності (у складі комбінованої терапії разом із серцевими глікозидами, діуретиками та бета-блокаторами), при лікуванні інфаркту міокарду (через 24 години після початку захворювання), лікування хворих із безсимптомною дисфункцією лівого шлуночка, при діабетичній нефропатії.

## Побічна дія
При застосуванні каптоприлу можливі наступні побічні ефекти:
- Алергічні реакції — часто (1—10 %) висипання на шкірі, свербіж шкіри, алопеція;нечасто (0,1—1 %) набряк Квінке; дуже рідко (менше 0,01 %) мультиформна еритема, синдром Стівенса-Джонсона, синдром Лаєлла, фотодерматоз, гарячка, сироваткова хвороба.
- З боку травної системи —часто (1—10 %) нудота, блювання, біль у животі, запор або діарея, сухість у роті; рідко (0,01—0,1 %) стоматит, гепатит, панкреатит, холестатична жовтяниця.
- З боку нервової системи — часто (1—10 %) запаморочення, дисгевзія, порушення сну; рідко (0,01—0,1 %) головний біль, слабкість, депресія, зміна настрою, парестезії, порушення рівноваги, сплутаність свідомості, шум у вухах, порушення зору; дуже рідко (менше 0,01 %) цереброваскулярні порушення (включаючи інсульт).
- З боку дихальної системи — часто (1—10 %) кашель, задишка; дуже рідко (менше 0,01 %) бронхіт, бронхоспазм, синусит, риніт, інтерстиціальний пневмоніт.[4]
- З боку серцево-судинної системи — нечасто (0,1—1 %) васкуліт, лімфаденопатія, тахікардія, аритмія, приступи стенокардії, синдром Рейно, втрати свідомості, гіпотензія; дуже рідко (менше 0,01 %) виникнення інфаркту міокарда, інсульт, тромбоемболія легеневої артерії[4]
- З боку опорно-рухового апарату — дуже рідко (менше 0,01 %) міалгії, артралгії.
- З боку сечовидільної системи — рідко (0,01—0,1 %) ниркова недостатність, нефротичний синдром, олігурія, порушення сечопуску; дуже рідко (менше 0,01 %) імпотенція, гінекомастія.
- Зміни в лабораторних аналізах — дуже рідко (менше 0,01 %) анемія, лейкопенія, тромбоцитопенія, гіперкаліємія, гіпонатріємія, зниження гематокриту, гіпоглікемія, агранулоцитоз, панцитопенія, еозинофілія, підвищення активності амінотрансфераз, підвищення рівня білірубіну, креатиніну та сечовини в крові, підвищення титру антиядерних антитіл (ANA), підвищення ШОЕ.

## Протипоказання
Каптоприл протипоказаний при підвищеній чутливості до інгібіторів АПФ; ангіоневротичному набряку, пов'язаному із інгібіторами АПФ в анамнезі або спадковому ангіоневротичному набряку; при порфірії; при вагітності та годуванні грудьми; стенозі гирла аорти або мітральному стенозі; при двобічному стенозі ниркових артерій чи однобічному у разі наявності однієї нирки. Препарат не застосовується у дитячому віці.

## Форми випуску
Каптоприл випускається у вигляді таблеток по 0,00625; 0,0125; 0,025; 0,05 і 0,1 г та капсул по 0,25 г. Каптоприл входить до складу комбінованого препарату «Каптопрес» разом із гідрохлортіазидом.